# Bănia
Bănia:
- Comuna Bănia (maghiară Bánya), o comună în județul Caraș-Severin, Banat, România
  - Bănia, un sat în județul Caraș-Severin, Banat, România

Râu
- Râul Bănia, județul Caraș-Severin, un curs de apă, afluent al râului Nera